# Baie Inutile
Ne doit pas être confondu avec Havre Inutile.
La baie Inutile (en espagnol : Bahía Inútil, et en anglais : Useless Bay) est une baie située à l'ouest de la grande île de la Terre de Feu, dans la partie chilienne de l'île.

## Géographie

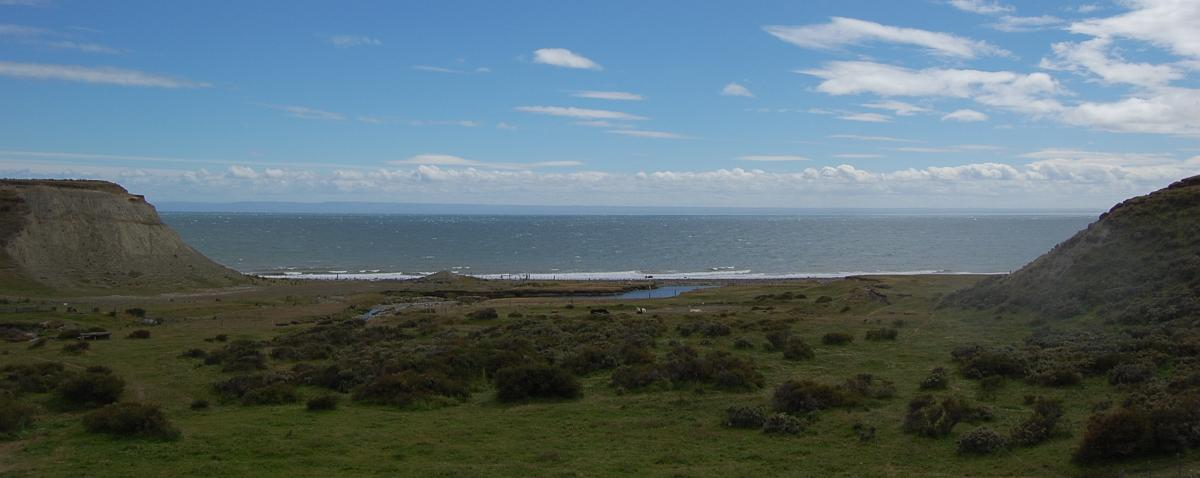
Vue de la baie Inutile depuis la Grande île de la Terre de Feu.

Donnant directement sur le détroit de Magellan, la baie Inutile donne accès au hameau de Villa Cameron ainsi qu'à d'autres lieux-dits ou estancias de la commune de Timaukel. D'ailleurs, la commune de Timaukel a longtemps été surnommé Bahía Inútil.

## Histoire
La baie, nommée en 1827 par le capitaine britannique Phillip Parker King, est qualifiée d'« inutile » car elle n'offrait « ni ancrage ni abri, ni aucun autre avantage pour le navigateur »,.

## Faune et flore
Sur sa côte orientale, se trouve une rookerie de manchots royaux (Aptenodytes patagonicus) à l’intérieur d’une réserve naturelle privée, le parc Pingüino Rey,